# Miles Lampson, 1. Baron Killearn

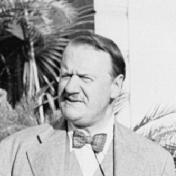
Sir Miles Lampson, 1941

Miles Wedderburn Lampson, 1. Baron Killearn, GCMG, CB, MVO, PC (* 24. August 1880 in Killearn, Stirlingshire (Schottland); † 18. September 1964) war ein britischer Diplomat.

## Leben und Wirken
Nach seiner Ausbildung am Eton College begann Miles Lampson seine Karriere im britischen Außenministerium. 1920 war er kurzzeitig als Hochkommissar in Sibirien tätig. 1926 bis 1933 folgte der Posten des Botschafters in Peking. Ab 1934 bis 1946 war er in Kairo als Botschafter stationiert, wo er zu Palästina antizionistische Positionen vertrat. 
Am 23. Juni 1940 traf er sich zum Gespräch mit König Faruq und verlangte von diesem die Absetzung von Ali Maher Pascha, dabei drohte er mit dem Kriegsrecht, sollte der König nicht Folge leisten. Er war einer der Hauptakteure während der Staatskrise in Ägypten 1942. Lampson gab den Befehl, den Kairoer Abdeen-Palast mit britischen Panzern zu umstellen und erzwang die Einsetzung von Mustafa an-Nahhas Pascha. Nach dem Krieg folgte der Posten des Hochkommissars für Südostasien.
Am 1. Januar 1927 wurde er als Knight Commander des Order of St Michael and St George geadelt und am 1. Februar 1937 zum Knight Grand Cross desselben Ordens erhoben. Am 17. Mai 1943 wurde er als Baron Killearn, of Killearn in the County of Stirling, in den erblichen Adelsstand eines Peer erhoben und wurde dadurch Mitglied des House of Lords.
Er war zweimal verheiratet und hinterließ aus beiden Ehen je zwei Töchter und einen Sohn. Bei seinem Tod, 1964, erbte sein ältester Sohn aus erster Ehe Graham Curtis Lampson seinen Baronstitel. Das britische Model und Schauspielerin Liberty Ross und der Musiker Atticus Ross sind seine Enkel.

## Schriften
- The Killearn diaries, 1934–1946